# Agnete Sophie Budde
Agnete Sophie Budde, född 10 augusti 1660, död 6 september 1678, var en dansk adelsdam, som försökte mörda Birgitte Skeel.
Budde var dotter till Joachim Budde och Agnete von Hargen. Hon var sällskapsdam åt Skeel, greve Christoffer Parsbergs änka, från 1677. Hon anlitades av Regitse Grubbe, änka efter Hans Ulrik Gyldenløve, att mörda Skeel med gift. Hon arresterades för mordförsök och insattes i Blaataarn. En kommission tillsattes. Budde dömdes till döden och avrättades, medan Grubbe förvisades till Bornholm.